# Phyllanthe capucin
Turdoides atripennis
Espèce
Le Phyllanthe capucin (Turdoides atripennis), aussi dit Cratérope capucin, est une espèce de passereaux de la famille des Leiothrichidae.

## Répartition et sous-espèces
D'après la classification de référence (version 14.2, 2024) du Congrès ornithologique international, cette espèce est constituée des trois sous-espèces suivantes (ordre phylogénique) :
- Turdoides atripennis atripennis (Swainson, 1837) — de la Gambie à l'ouest de la Côte d'Ivoire ;
- Turdoides atripennis rubiginosus (Blyth, 1865) — est de la Côte d'Ivoire et de manière plus dissoute jusqu'au nord-ouest du Cameroun ;
- Turdoides atripennis bohndorffi (Sharpe, 1884) — est du Centrafrique, nord de la RDC et Ouganda.